# Göteborgs stadsmuseum
Göteborgs stadsmuseum är ett kommunalt museum över staden Göteborg och dess historia. Det är beläget i Ostindiska huset som upptar ett helt kvarter vid Norra Hamngatan i Göteborg. Göteborgs stadsmuseum är en del av Göteborgs kommuns kulturförvaltning, som tillhör Göteborgs kulturnämnd.
Man räknar invigningen av Göteborgs museum 1861 som starten på den publika museiverksamheten i Ostindiska huset. Det har sedan dess varit en kontinuitet i de samlingar som kom till under Göteborgs museum och som nu förvaltas av Göteborgs stadsmuseum.
Museets samlingar och arkiv ligger på Polstjärnegatan på Hisingen.

## Historik
För husets historik, se Ostindiska huset; För museets äldre historia, se Göteborgs museum
I sin nuvarande form bildades museet den 1 juli 1993 genom en sammanslagning av Göteborgs arkeologiska museum, Göteborgs historiska museum, Göteborgs industrimuseum, Göteborgs skolhistoriska samlingar och något senare Göteborgs teaterhistoriska museum. 
Göteborgs arkeologiska museum, Göteborgs historiska museum hade båda tidigare sina lokaler i Ostindiska huset. Det hade även Göteborgs etnografiska museum som i samband med sammanslagningen flyttade ut ur det Ostindiska huset och tog plats i Göteborgs industrimuseums gamla lokaler på Gårda.  
Sammanslagningen av dessa fem museer resulterade i ett stadsmuseum med omkring 1 miljon föremål och 2 miljoner fotografier. I samband med sammanslagningen påbörjades också en stor renovering och ombyggnad av Ostindiska huset. Stadsmuseet nyöppnade den 1 juli 1996.
Göteborgs stadsmuseum tilldelades utmärkelsen Årets museum 2014.

## Utställningar
Museet är främst ett historiskt museum med lokal prägel som skildrar Göteborgs och Västsveriges historia. 
Utställningarna är av två typer: basutställningar och tillfälliga utställningar.
De tillfälliga utställningarna är av varierad art som är både egenproducerade och externa produkter såsom vandringsutställningar.

### Basutställningar
Basutställningarna ingår i det "Historiska varvet" som handlar om Göteborgs och Västsveriges kulturhistoria.
- Spåren Talar (Forntid)
- Vikingar - mellan Oden och Kristus (Järnåldern/Vikingatiden)
- Äskekärrskeppet
- Göteborgs Födelse (Medeltiden/Frihetstiden)
- 1700-talets Göteborg
- Folk i rörelse (1800-talet)
- Urbanum (Stadsutveckling)
- Värdefullt (Årets utställning 2016)
- En värld i miniatyr (Signhild Häller)

### Tillfälliga utställningar 2007-2021 (urval)
- Hem och Hemlöshet (2007-2008)
- Oktanten - historien om ett gammalt hus i Majorna (2010)
- 100% Tjejer (2005-2006)
- Killar (2007)
- Gatans Poesi (2010)
- Alla dessa stolar
- Kontrast - Bilden av Göteborg (2006-2007)
- Konungen, Stormen och Aniara (2009-2010)
- Handens Intelligens
- Lyda, leka, lära (2010-2011)
- Goebbels käft i brun bakelit (2009)
- Fritid - shoppa, chatta eller chanta? (2005)
- Finspel, fulspel eller fuskspel (2008)
- Arkitekten och staden (2000-2001)
- Masthugget genom linsen (2012)
- Om 150 år (2011-2013)
- Vi är romer (2013-2014)
- Studio Wezäta (2016-2017)
- Musiklivet Göteborg (2015-2018)
- Freddie Wadlings Kabinett (2017-2018)
- We have a Dream (2018)
- Skolplanschen (2017-2019)
- Jobba, leva, bo (2018-2019)
- Göteborgs Garderob (2019-2021)

## Övrig verksamhet

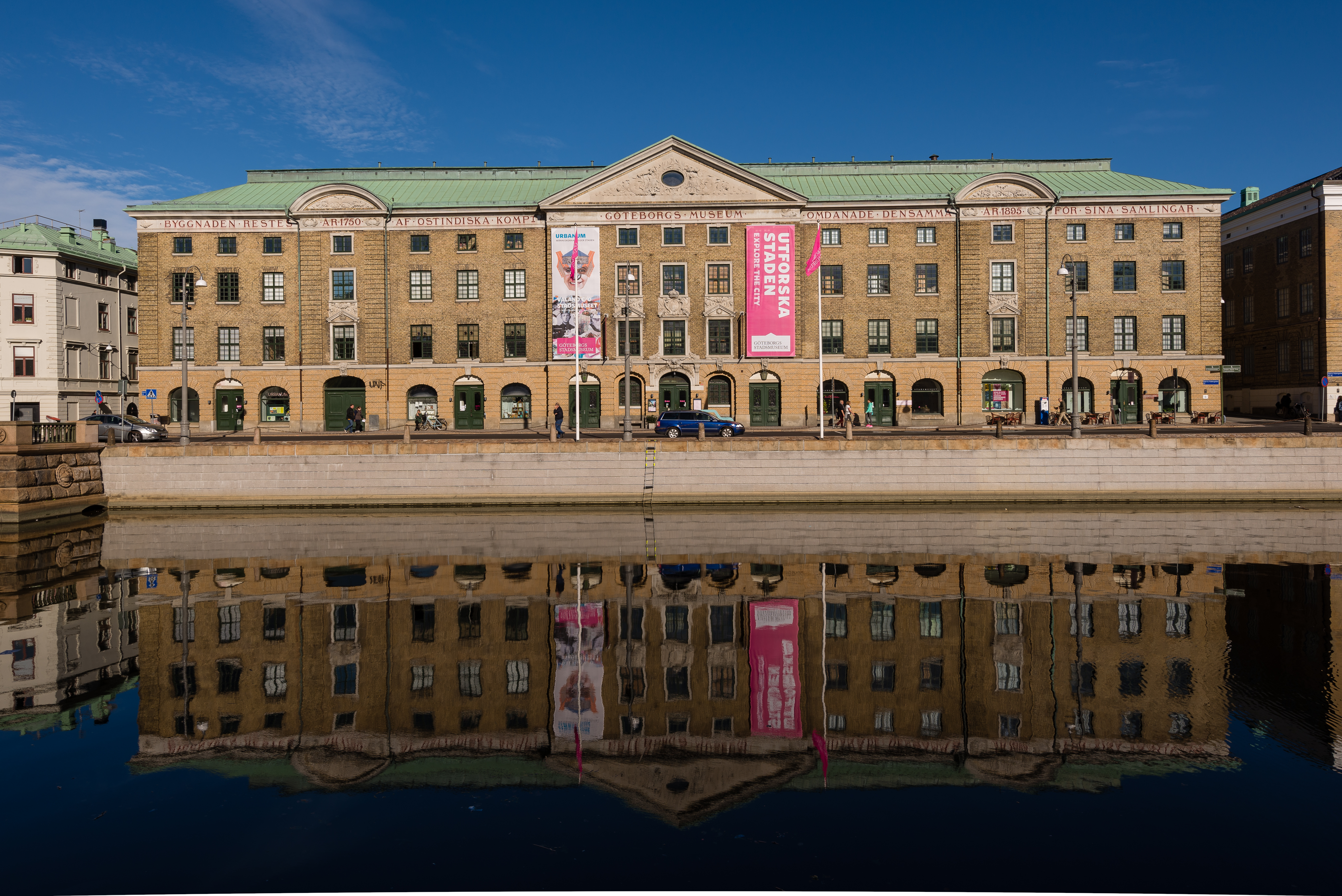
Museet i september 2015.

På enheten för stadsutveckling arbetar arkeologer och bebyggelseantikvarier. De bevakar fornlämningar och bebyggelsemiljöer. Avdelningen är remissinstans vid plan- och byggfrågor.
Faktarummet är en arkiv- och biblioteksresurs öppen för allmänheten på torsdagar 
Göteborgs stadsmuseum driver även Lilla Änggården och Hem i Haga.
Museets programverksamhet anordnar seminarieserier om stadsutveckling, historiska föredrag, stadsvandringar och särskilda barnaktiviteter utöver museilektioner såsom lovverksamhet. 
I samband med invigningen av utställningen "Vi är romer" i mars 2013 gavs foto- och intervjuboken med samma namn ut. I boken berättar ett trettiotal romer om hur det är att leva som rom i dag och hur mycket historien betyder.